# Lethal Enforcers II: Gun Fighters
Lethal Enforcers II: Gun Fighters, известная в Японии как Lethal Enforcers II: The Western (яп. リーサルエンフォーサーズII ザ・ウエスタン ри:саруэнфо:са:дзу II дза уэсутан), — рельсовый шутер со световым пистолетом, разработанный и изданный компанией Konami в 1994 году для аркадных автоматов. В этом же году вышли домашние версии для приставок Mega Drive и Mega-CD. Также в этом году была анонсирована версия для Super NES, но она так и не вышла.
Lethal Enforcers II: Gun Fighters является приквелом оригинальной игры Lethal Enforcers, однако в отличие от современной тематики правоохранительных органов, действие данной игры происходит на Диком Западе в Америке XIX века. Вместе с первой частью игра также вошла в сборник Lethal Enforcers I & II (Lethal Enforcers Deluxe Pack в Японии) для PlayStation. Спустя несколько лет Konami выпустила серию Police 24/7 (Police 911 в США и The Keisatsukan в Японии), продолжающую сюжет игры в японском сеттинге. За ней последовала японская аркадная игра Seigi No Hero, которая для западной аудитории была локализована и переименована в Lethal Enforcers 3.

## Игровой процесс
Игра ведётся от первого лица. Камера автоматически перемещается по заданной траектории.
На каждом уровне, которые состоят из нескольких сцен, игрок должен расстреливать вооружённых преступников, не причиняя вреда гражданским лицам и стражам порядка. В отличие от первой игры, для убийства некоторых врагов может потребоваться два выстрела, в зависимости от характера попадания. В конце каждого уровня необходимо уничтожить босса. Как и в оригинальной игре, в аркадной версии с помощью DIP-переключателя можно выбрать либо последовательное прохождение уровней («Аркадный режим»; англ. Arcade Mode), либо выборочное («Уличный режим»; англ. Street Mode).
В Lethal Enforcers II: Gun Fighters насчитывается 5 уровней: «Ограбление банка», «Нападение на дилижанс», «Перестрелка в салуне», «Ограбление поезда» и «Убежище». В игре также встречаются Бонусные уровни, где игрок должен стрелять по бутылкам, тем самым зарабатывая очки.
Каждый пройденный уровень оценивается по количеству произведённых выстрелов, количеству попаданий, степени точности и количеству невинных жертв, и, в зависимости от достигнутых результатов, игрок может получать различные звания: Помощник шерифа (англ. Posse), Заместитель шерифа (англ. Deputy), Шериф (англ. Sheriff), Заместитель маршала (англ. Deputy Marshal) и Маршал США (англ. U.S. Marshal). В отличие от Lethal Enforcers, в игре нет требований к званию игрока при переходе на следующий уровень.
Игра имеет четыре уровня сложности. В начале игры игрок имеет от трёх до пяти жизней (в зависимости от уровня сложности) и теряет одну при получении выстрела от противника. Также игрок теряет одну жизнь, если стреляет в гражданских или стражей порядка. Игра завершается после потери всех жизней, однако существует возможность непрерывной игры. По ходу игры можно получить дополнительные жизни за каждые 3000 набранных очков или, если закинуть в автомат монету (только в аркадной версии). За каждого поражённого врага даётся 10 очков, а при попадании по врагам или интерактивным объектам — 2 очка. В бонусном уровне каждая уничтоженная цель даёт 4 (10) очков.
Изначально игрок вооружён стандартным 6-зарядным револьвером Colt Model 1873, однако он может подбирать другое оружие — для этого достаточно выстрелить по значку нужного оружия. Оружия могут прятаться за объектами или выпадать при убийстве врагов. Всего в игре насчитывается 6 дополнительных оружий: винтовка с патронами .50-90 Sharps, винтовка Winchester Model 1873, два револьвера, дробовик, орудие Гатлинга и пушка. Орудие Гатлинга и пушку можно использовать только один раз, тогда как другое оружие можно перезаряжать так же, как и служебный револьвер. Чтобы перезарядить оружие нужно отвести дуло светового пистолета в сторону от экрана и нажать на курок. Потеря жизни влечёт за собой возврат к револьверу.

## Сюжет
Действие происходит в 1873 году в одном из городков на Диком Западе в США, в котором царят беззаконие и преступность, а власть постепенно захватывают бандиты и убийцы. Двоих бывалых стрелков (первый и второй игрок) назначают стражами порядка в этот город. Единственной и главной задачей для них является очистить город от головорезов и преступников, найти всех опасных бандитов, чтобы установить закон и порядок. Когда они едут по тихой и безлюдной Главной улице, блеск солнца на металле привлекает их внимание, и они понимают, что решающее сражение вот-вот начнётся.

## Отзывы и критика
| Иноязычные издания | Иноязычные издания                   |
| Издание            | Оценка                               |
| ------------------ | ------------------------------------ |
| AllGame            | (ARC) · (Mega Drive)                 |
| CVG                | 82/100 (ARC)                         |
| EGM                | 6,2/10 (Mega Drive) 6,6/10 (Mega-CD) |
| GamePro            | 5/5 (Mega Drive) 4,5/5 (Mega-CD)     |
| Next Generation    | (Mega-CD)                            |

В Северной Америке журнал RePlay в мае 1994 года назвал Lethal Enforcers II: Gun Fighters четвёртой по популярности аркадной игрой среди вертикальных аркадных автоматов. А в июне 1994 года журнал Play Meter поставил Lethal Enforcers II на девятую строчку по популярности среди аркадных игр. В Японии журнал Game Machine в выпуске от 15 ноября 1994 года поместил игру на седьмое место в списке самых успешных аркадных автоматов месяца с вертикальным/кабинным корпусом.
Журнал GamePro поставил версии для Mega Drive максимальные 5 баллов из 5 по всем четырём категориям (графика, звук, управление и интересный геймплей), отметив разнообразие оружия и их индивидуальные особенности стрельбы, чёткие оцифрованные спрайты, реалистичные фоны, а также качество сборки и точность периферийного устройства The Justifier, которое, по их мнению, работало лучше с Lethal Enforcers II, чем с оригинальной игрой. Журнал Electronic Gaming Monthly оценил версию для Mega Drive в 31 балл из 50, положительно отозвавшись о кооперативном режиме и разнообразии оружия.
GamePro также положительно оценил версию для Mega-CD, отметив, что она в целом идентична версии для Mega Drive, но имеет более качественную озвучку. Electronic Gaming Monthly поставил этой версии 33 балла из 50, написав, что музыка и звуковые эффекты у неё лучше, чем у версии для Mega Drive, но игра гораздо сложнее, чем первая часть Lethal Enforcers. Next Generation оценил её в три звезды из пяти. Журнал раскритиковал графику и отметил, что игра сложнее своей предшественницы.